# Miriam Nesbitt
Miriam Nesbitt foi uma atriz de cinema e teatro estadunidense durante a era do cinema mudo, que atuou em 144 filmes entre 1908 e 1917, a grande maioria pelo Edison Studios.

## Biografia
Nascida Miriam Skancke, filha de Lorentz Georg Skancke e Alice Cornelia Skancke, foi educada no Notre Dame College, em Indianápolis, e no Mary Sharp College, em Winston, Tennessee.
Ao resolver atuar, estudou na Stanhope-Wheatcroft Dramatic School, e atuou num pequeno papel na peça de Daniel Frohman The Tree of Knowledge, sob o nome Miriam Nesbitt. Atuou diversas vezes na Broadway, entre 1899 e 1907.

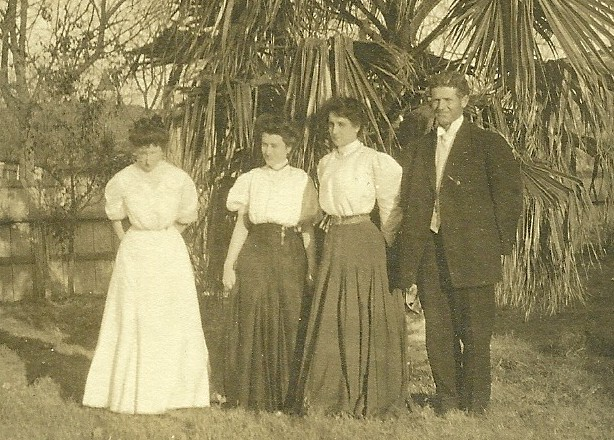
Miriam Nesbitt em 1908, ao lado de amigos (terceira).

Ingressou na vida cinematográfica, no Edison Studios, e seu primeiro filme foi em 1908, Saved by Love, ao lado de Florence Turner. Com o ator Marc McDermott, que se tornaria seu marido, apareceu em várias produções, tais como Aida (1911), baseada na ópera de Giuseppe Verdi, ao lado de Mary Fuller e Marc McDermott, The Declaration of Independence (1911), em que interpretou Mrs. John Adams enquanto McDermott interpretou Thomas Jefferson; The Three Musketeers: Part 1 e Part 2 (1911), em que interpretou Ana da Áustria enquanto McDermott era o Cardeal Richelieu.
Atuou no primeiro seriado estadunidense, feito pelo Edison Studios, What Happened to Mary, em 1912, e nos seriados seguintes de Edison, Who Will Marry Mary?, de 1913, The Active Life of Dolly of the Dailies, de 1914, e The Man Who Disappeared, de 1914. Retirou-se do cinema em 1917, e seu último filme foi  A Builder of Castles, também pelo Edison Studios, ao lado de seu marido, Marc McDermott.

## Vida pessoal
Em 20 de abril de 1916, casou com o ator Marc McDermott.

## Filmografia parcial
- Saved by Love (1908)
- Pigs Is Pigs (1910)
- The Rajah (1911)
- Monsieur (1911)
- How Spriggins Took Lodgers (1911)
- Turned to the Wall (1911)
- The Child and the Tramp (1911)
- Aida (1911)
- Edna's Imprisonment (1911)
- Captain Nell (1911)
- Hearts and Flags (1911)

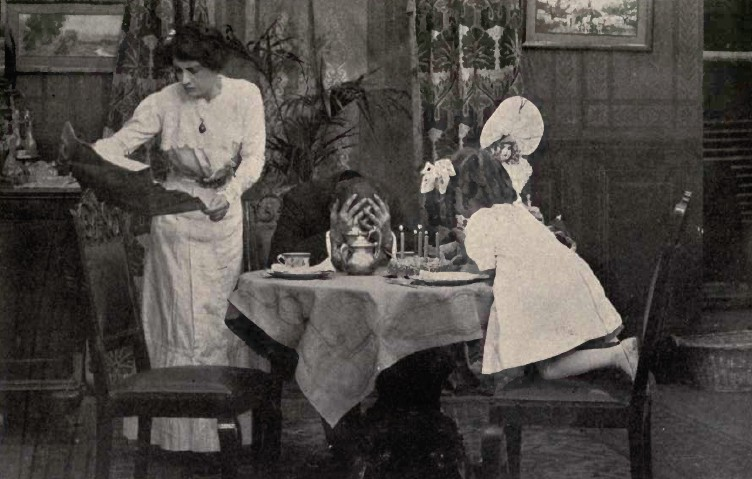
Cena do filme The Child and the Tramp (1911)

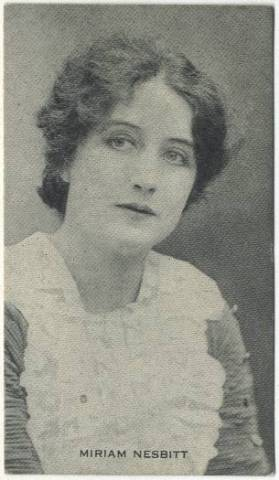
Card de Miriam Nesbitt

- The Niece and the Chorus Lady (1911)
- A Lesson Learned (1911)
- His Misjudgment (1911)
- The Price of a Man (1911)
- The Minute Man (1911)
- The New Church Carpet (1911)
- Bob and Rowdy (1911)
- The Unfinished Letter (1911)
- Friday the 13th (1911)
- The Winds of Fate (1911)
- Captain Barnacle's Baby (1911)
- The Question Mark (1911)
- Then You'll Remember Me (1911)
- Betty's Buttons (1911)
- The Declaration of Independence (1911)
- The Three Musketeers: Part 1 (1911)
- The Three Musketeers: Part 2 (1911)
- Mary's Masquerade (1911)
- How Mrs. Murray Saved the American Army (1911)
- Home (1911)
- An Old Sweetheart of Mine (1911)
- An Island Comedy (1911)
- The Reform Candidate (1911)
- The Girl and the Motor Boat (1911)
- The Ghost's Warning (1911)
- The Story of the Indian Ledge
- A Man for All That (1911)
- The Awakening of John Bond (1911)
- Eleanor Cuyler (1912)
- Jack and the Beanstalk (1912)
- The Little Organist (1912)
- The Jewels (1912)
- Mother and Daughters (1912)
- The Corsican Brothers
- Children Who Labor (1912)
- My Double and How He Undid Me (1912)
- Mother and Daughters (1912)
- The High Cost of Living  (1912)
- Martin Chuzzlewit (1912)
- What Happened to Mary (1912)
- The Foundling (1912)
- Lady Clare (1912)
- A Clue to Her Parentage (1912)
- He Swore Off Smoking (1913)
- The New Day's Dawn (1913)
- Leonie (1913)
- Who Will Marry Mary? (1913)
- The Ambassador's Daughter (1913)
- The Princess and the Man (1913)
- The Will of the People (1913)
- A Youthful Knight (1913)
- Flood Tide (1913)
- The Active Life of Dolly of the Dailies (1914)
- The Man Who Disappeared (1914)
- Infidelity (1917)
- Builders of Castles (1917)